# Target (popgroep)
Target was een Nederlandse reli-popgroep tussen 1985 en 1991 met zanger/pianist Ralph van Manen, die in 1988 doorbreekt op het Flevo Festival. Het debuutalbum liet breed uitgesponnen nummers op het snijpunt van (reli)pop en symfonische (gospel)rock horen. Na het verschijnen van de grotendeels live opgenomen opvolger Tot Zover valt Target in 1991 wegens artistieke en professionele meningsverschillen uit elkaar. De groep hield drie reünieconcerten in april 2002.

## Bezetting
- Arjan van den Bijgaart - drums
- Cees de Vreede - toetsinstrumenten
- Frank de Vroome - gitaar
- Gertjan Hiensch - basgitaar, piano
- Hetty Overduin - zang
- Ralph van Manen - piano, zang

## Discografie

### Albums
- Target (1990)
- Tot Zover (1991)